# Dubstar
Dubstar (Дабстар) — британская поп-группа. Образована Стивом Хиллером и Крисом Вилки в 1992 году. Сара Блэквуд присоединилась к группе в 1993 году. Группа прекратила своё существование в ноябре 2000 года. Весной 2007 года на официальном сайте группы появилось сообщение о возможном воссоединении и выпуске нового альбома.

## История
Формально известная как The Joans, группа Dubstar первоначально была дуэтом, в состав которого входили Chris Wilkie, игравший на гитаре, и Steve Hillier, который играл на клавишных и пел. Осенью 1992 года к группе присоединился Gavin Lee, он играл на барабанах и бас гитаре, пока не оставил группу ради карьеры в British Airways. В августе 1993 Sarah Blackwood получила приглашение присоединиться к группе, после того, как её парень случайно оставил кассету с записью её пения в квартире Стива Хиллера в Джесмонде, Newcastle-upon-Tyne. Уже в начале 1994 года Блэквуд заменит Хиллера на вокале, хотя он и останется одним из ключевых членов группы.
В марте 1994 на одном из выступлений в клубе Ньюкасла The Joans замечает Graeme Robinson, ставший впоследствии продюсером и менеджером группы. Робинсон переименовал группу в Dubstar и произвёл студийную демозапись семнадцати песен группы, которые он показал Энди Россу, представлявшему Camden based label, Food Records (EMI UK), а тот в свою очередь тут же подписал с группой контракт. Росс сотрудничал с Stephen Hague — продюсером Pet Shop Boys и New Order — в работе над несколькими песнями с дебютного альбома Disgraceful (1995).
Релиз альбома был произведён в июле 1995 и в январе 1996 Dubstar попадают в лучшую двадцатку UK Singles Chart с песней «Not So Manic Now» (авторы: Brick Supply, Harling, Kirby, Mason, Robinson). Вышедшая затем песня «Stars» (автор Steve Hillier) подняла группу на вершину британского хит-парада.
В 1997 году Stephen Hague выпустил второй альбом Dubstar «Goodbye», записанный на его студии в Нью-Йорке. Американский релиз альбома (также названный «Goodbye») был выпущен на студии Polydor Records, и объединил в себе треки из первого и второго альбомов, а также несколько треков, записанных в 1998 году.
Третий студийный альбома Dubstar «Make It Better» был выпущен в 2000 году, а в 2004 году переиздан EMI в компиляции «Best of».
В 2002 году Блэквуд присоединилась к группе «Technique» (позднее переименованной в «Client»), где заменила вокалистку Xan Tyler, и отправилась в европейское турне с культовой группой «Depeche Mode».
В 2008 году Dubstar на своей официальной странице в Myspace сообщили, что уже начали работу над записью своего нового альбома, а в ноябре 2008 года на официальной странице группы в Facebook было объявлено, что Блэквуд не будет принимать участия в записи и будущее альбома теперь под вопросом.
23 марта 2010 на официальном сайте коллектива появилась новость о том, что 1 апреля 2010 года Dubstar возвращаются на сцену после долгого перерыва и представляют свою новую работу — кавер-версию песни «I’m In Love With A German Film Star» группы The Passions.

## Состав
Сара Блэквуд (Sarah Blackwood) — вокал (родилась 6 мая 1971)
Стив Хиллер (Steve Hiller) — клавишные (родился 14 мая 1969)
Крис Вилки (Chris Wilkie) — гитара (родился 25 января 1973)

## Дискография

### Альбомы
- Disgraceful (октябрь 1995)
  - Disgraceful (переиздание с бонус диском) (1996)
- Goodbye (22 сентября 1997)
  - Goodbye (японская версия) (27 августа 1997)
  - Goodbye (американская версия) (23 сентября 1997)
- Make It Better (июль 2000)
- Stars — The Best of Dubstar (4 мая 2004)

### Синглы
- «Stars» (12 июня 1995) UK #40
- «Anywhere» (28 августа 1995) UK #37
- «Not So Manic Now» (27 декабря 1995) UK #18
- «Stars» (переиздание) (1996) UK #15
- «Elevator Song» (22 июля 1996) UK #25
- «No More Talk» (7 июля 1997) UK #20
- «Cathedral Park» (8 сентября 1997) UK #41
- «I Will Be Your Girlfriend» (26 января 1998) UK #28
- «I (Friday Night)» (март 2000) UK #37
- «The Self Same Thing» (1 мая 2000) не вошёл в чарты